# ویلیام سی. لی
ویلیام سی. لی (انگلیسی: William C. Lee؛ ۱۲ مارس ۱۸۹۵ – ۲۵ ژوئن ۱۹۴۸) سرلشکر نیروی زمینی ایالات متحده آمریکا بود. از وی به‌عنوان پدر یگان هوابرد آمریکا یاد می‌شود.
او یک افسر ارشد ارتش ایالات متحده بود که در جنگ جهانی اول و جنگ جهانی دوم جنگید و در طی آن فرماندهی لشکر ۱۰۱ هوابرد، ملقب به «عقاب‌های غران» را بر عهده داشت.